# Microchilus kuduyariensis
Microchilus kuduyariensis är en orkidéart som beskrevs av Paul Ormerod. Microchilus kuduyariensis ingår i släktet Microchilus och familjen orkidéer. Inga underarter finns listade i Catalogue of Life.